# Lachterkette

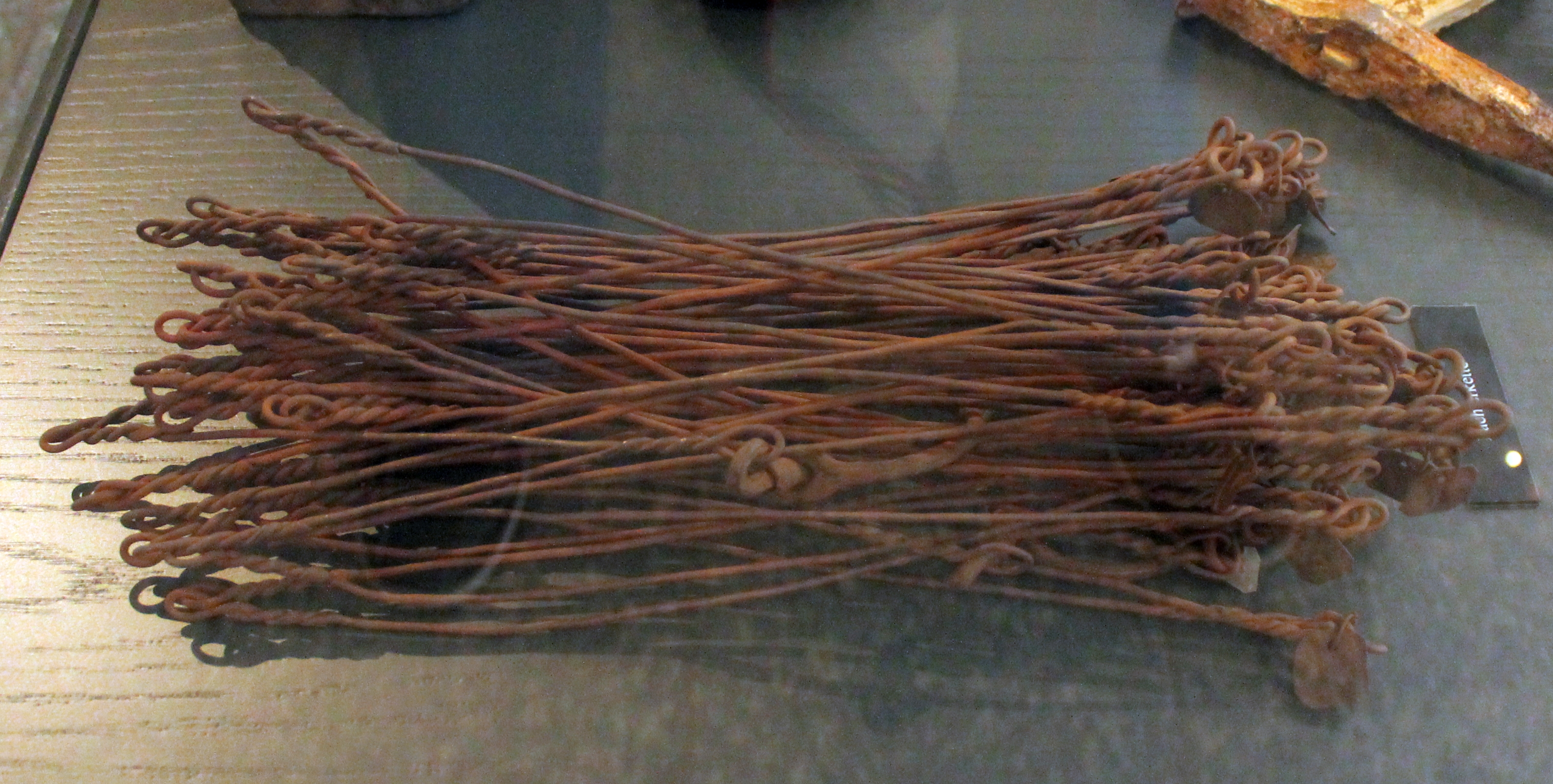
Lachterkette im Schneeberger Museum für erzgebirgische Volkskunst

Die Lachterkette ist eine Messkette. Sie gehörte zum historischen Werkzeug (Hängezeug) des Markscheiders. Die Teilung erfolgte in Lachtern oder „Kugeln“, später Metern.

## Geschichte
Im 17. Jahrhundert wurden als Längenmessinstrumente hauptsächlich Meßschnüre verwendet. Nikolaus Voigtel zufolge verwendete der Markscheider „Eine gezwirnte Schnur von 100 Lachtern, eine bastene Schnur von 6 Lachtern, mit Angabe der Lachtermarken, ganze und halbe sowie einen Maaßstab von einem halben Lachterm der in 50 Zoll oder Erstens nach dem Decimalmaaß geteilt ist.“
Im 18. Jahrhundert kam die Lachterkette in Gebrauch, da die „bastenen“ oder auch aus Flachs bestehenden Schnüre zu ungenau waren, insbesondere, weil sich ihre Länge im meist feuchten Grubenklima stark änderte. Die Lachterkette war zu dieser Zeit üblicherweise 6 Lachter lang und bestand aus „…schwachen messigenen Gliedweise mittelst Ringe aneinander gehängten Drathe“
Nach der flächendeckenden Einführung des metrischen Systems bürgerte sich der Name Messkette anstelle von Lachterkette ein.
Lachterketten mit starren Gliedern gerieten zunehmend außer Gebrauch bzw. wurden nur noch von Steigern für Messungen niederer Genauigkeit verwendet. Zu Ende des 19. Jahrhunderts bestand eine Messkette aus gesponnenem Messing-, später Phosphorbronzedraht. Sie war 20 m lang und die einzelnen Drahtsegmente waren im Abstand von einem Meter durch Ringe und Wirbel miteinander verbunden. Der Zehnerwirbel erhielt zur leichteren Unterscheidbarkeit eine besondere Form; die Zwischenwirbel waren mit der jeweiligen Meterzahl versehen. An beiden Enden der Kette sind Haken zum Einhängen befestigt.
Bereits zu Beginn des 20. Jahrhunderts waren Stahlmessbänder in Gebrauch und Messketten wurden nur noch „für untergeordnete Zwecke“ verwendet.